# Sulguni
Sulguni (georgiska: სულუგუნი, mingreliska: სელეგინ, Selegin, abchaziska: Ашәлагәан, Asjwlagwan) är en inlagd georgisk ost som härstammar från regionen Megrelien. Osten har en sur, halvsalt smak, ett gropigt utseende och en elastisk konsistens; dessa attribut är resultatet av de processer som används, vilket givit den det engelska smeknamnet "pickle cheese", där pickle syftar på att osten läggs in eller syras i en lag som ger osten dess konsistens och smak. Dess färg varierar från vit till blekt gul. Sulguni serveras gärna friterad eller grillad, vilket döljer dess doft, ofta i trekantiga bitar.
En typisk Sulguniost är formad som en stor puck, 2,5 till 3,5 centimeter tjock. Den väger mellan ett halvt och ett och ett halvt kilo och består av 50% vatten och mellan 1 och 5% salt. Fetthalten varierar, men snittet är 45%. Sulguni produceras enbart av naturliga ingredienser: normaliserad komjölk genom koagulering av löpe med rena kulturer av mjölksyrabakterier.